# Sinsheim
Sinsheim (pronunciación en alemán: /ˈzɪnsˌhaɪ̯m/ⓘ) es una ciudad en el sudoeste de Alemania, en el área del Rin-Neckar en el estado de Baden-Wurtemberg, entre Heidelberg y Heilbronn en el distrito de Rin-Neckar. Está formada por el centro de la ciudad y 11 suburbios, con una población total de 35.605 habitantes (desde diciembre de 2006). Abarca un área de 127 km² (49 millas cuadradas).

## Atracciones turísticas
La principal atracción turística de Sinsheim es el Museo de la Automoción y la Tecnología, ubicado actualmente en el suburbio de Steinsfurt, exponiendo una colección de vehículos históricos, con más de 1 millón de visitantes al año. En 1989, se estableció un área para realizar ferias de muestras, que muestra todo tipo de eventos industriales y populares.
Adicionalmente, el centro de la ciudad es histórico; el Altes Rathaus (vieja municipalidad) es un museo para la ciudad y su rol durante la Revolución de 1848. La ciudad da a una vieja fortaleza, Burg Steinsberg en el pueblo de Weiler. Con su torre octogonal, que data del siglo XIII, ha sido llamada la "brújula" de la región de Kraichgau, y hoy en día contiene un restaurante. Más recientemente, el hotel O Sinsheim fue construido por el dueño del Museo de la Automoción y la Tecnología.

### Sinagogas
Sinsheim ha restaurado dos sinagogas, una de 1832 y otra de 1838. Una más antigua, que data de 1795 y la mitad de su construcción es de madera, todavía sobrevive en Kaiserstraße 95, pero es usada como residencia.

## Estadio
El 19 de septiembre de 2006, el alcalde de Sinsheim anunció que un nuevo estadio sería construido en el suburbio de Steinsfurt, no muy lejos del Museo de la Automoción y la Tecnología, para el club de fútbol de la ciudad, el TSG 1899 Hoffenheim.
El estadio, llamado PreZero Arena, tiene capacidad para más de 30.000 espectadores, construido por Dietmar Hopp, el cofundador y mayor poseedor del gigante del software SAP y el principal inversor del 1899 Hoffenheim.

## Historia
La región alrededor de Sinsheim ha sido poblada desde el 700.000 AC, como es demostrado por el descubrimiento del fósil Homo heidelbergensis en el pueblo de Mauer, unos 12 km (7 millas) al norte de Sinsheim. Los romanos dominaron el área desde 90 DC hasta 260 DC. La ciudad fue fundada, posiblemente, alrededor del 550 DC, por el noble franco Sunno. Fue mencionada históricamente por primera vez en 770 DC en el Códice del claustro Lorsch. Desde 1192, la ciudad tuvo "derechos de ciudad" (privilegios especiales), otorgados por primera vez por Enrique IV, del Sacro Imperio Romano Germánico.
Sinsheim ha sido una ciudad relativamente pobre a través de los años, y ha sido muy afectada por las guerras desde el siglo XVI hasta el 18. Franz Sigel, un revolucionario nacido en Sinsheim, se convirtió en un famoso general en la guerra civil estadounidense.
El primer ferrocarril en Sinsheim fue construido en 1900. Electricidad y tuberías de agua pública fueron introducidas en la ciudad a partir de 1910. Mientras los habitantes de Sinsheim llevan un poco de orgullo por la larga historia de su ciudad, la historia local durante el Nazismo no es un tema popular, pero puede decirse que hubo pocas excepciones con respecto al resto de Alemania durante ese tiempo.
Las Guerras Mundiales y la Gran Depresión mantuvieron alejado a Sinsheim del crecimiento hasta que la A6 Autobahn fue construida en 1968. Esta conecta a Sinsheim con rutas nacionales e internacionales y con ciudades como Mannheim, Stuttgart, Fráncfort del Meno, Heilbronn, Heidelberg y Ludwigshafen, todo en una hora por auto. A pesar de ser una ciudad tradicionalmente agrícola, la autopista la convirtió un pequeño centro industrial, pero en los años recientes ha sido golpeada por la recesión y por la subcontratación internacional.

## Población

### Población histórica
Los números son estimados y los resultados de los censos (¹) o datos oficiales son de las oficinas de estadísticas (sólo residencias primarias).
| Año                      | Población |
| ------------------------ | --------- |
| Siglo XIV                | ca. 1.200 |
| 1705                     | 823       |
| 1798                     | 1.705     |
| 1852                     | 2.854     |
| 1 de diciembre de 1871   | 2.716     |
| 1 de diciembre de 1880 ¹ | 2.990     |
| 1 de diciembre de 1890 ¹ | 2.952     |
| 1 de diciembre de 1900 ¹ | 3.011     |
| 1 de diciembre de 1910 ¹ | 3.327     |
| 8 de octubre de 1919 ¹   | 3.184     |
| 16 de junio de 1925 ¹    | 3.497     |
| 16 de junio de 1933 ¹    | 3.767     |
| 17 de mayo de 1939 ¹     | 3.900     |

| Año                        | Población |
| -------------------------- | --------- |
| Diciembre de 1945 ¹        | 4.101     |
| 13 de septiembre de 1950 ¹ | 5.860     |
| 6 de junio de 1961 ¹       | 6.532     |
| 27 de mayo de 1970 ¹       | 8.056     |
| 31 de diciembre de 1975    | 25.373    |
| 31 de diciembre de 1980    | 26.658    |
| 27 de mayo de 1987 ¹       | 27.454    |
| 31 de diciembre de 1990    | 29.307    |
| 31 de diciembre de 1995    | 32.828    |
| 31 de diciembre de 2000    | 34.171    |
| 31 de diciembre de 2005    | 35.524    |
| 31 de diciembre de 2006    | 35.605    |
| 30 de junio de 2019        | 35.372    |
| 30 de junio de 2024        | 37.034    |

¹ Resultados de los censos

### Población de los suburbios
Desde el 31 de diciembre de 2024
| Parte de la ciudad | Población |
| ------------------ | --------- |
| Sinsheim (ciudad)  | 13.410    |
| Adersbach          | 648       |
| Dühren             | 2.271     |
| Ehrstädt           | 597       |
| Eschelbach         | 2.297     |
| Hasselbach         | 318       |
| Hilsbach           | 2.458     |
| Hoffenheim         | 3.445     |
| Reihen             | 2.399     |
| Rohrbach           | 2.287     |
| Steinsfurt         | 3.362     |
| Waldangelloch      | 1.760     |
| Weiler             | 1.921     |